# Automotive Energy Supply

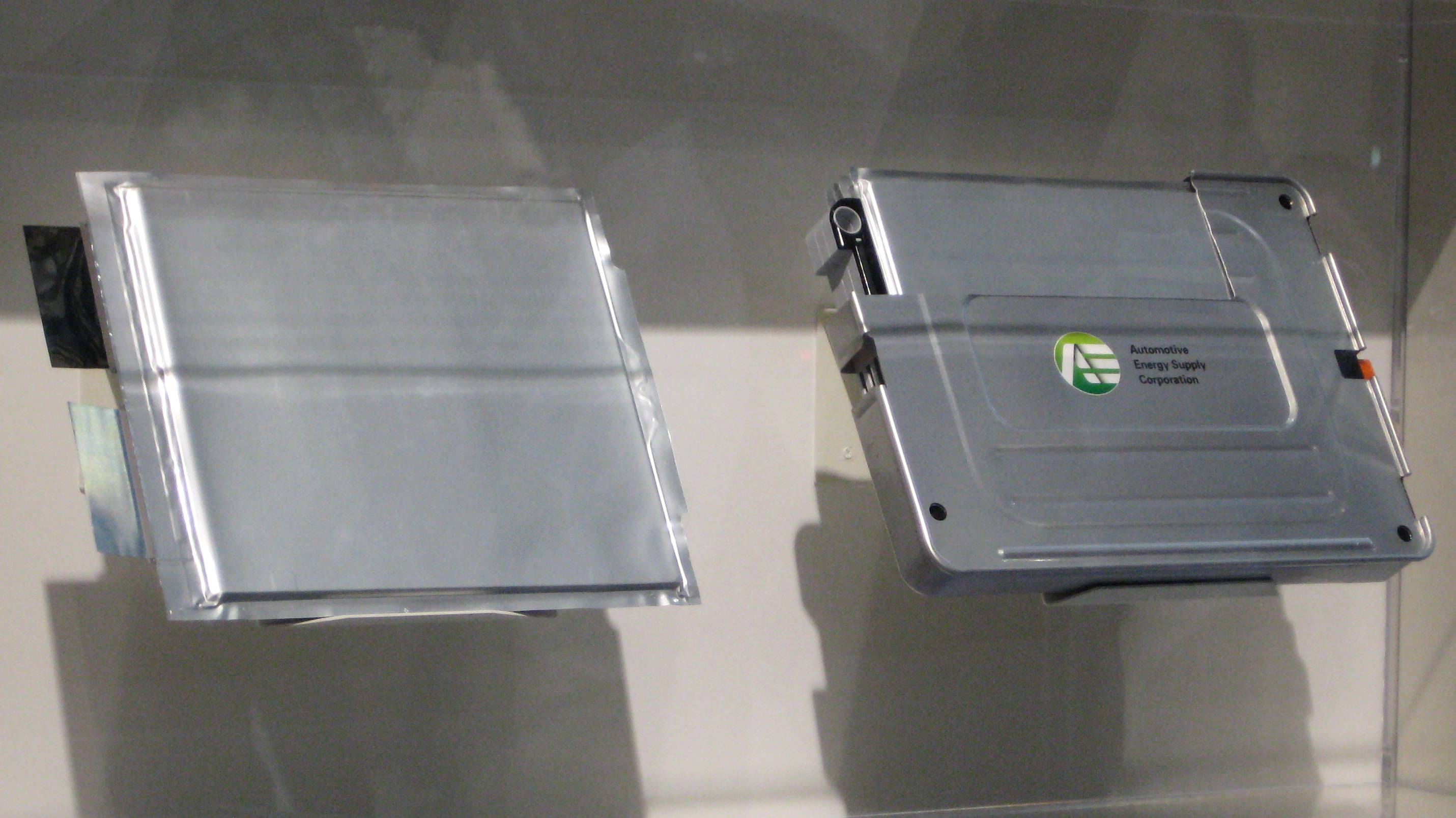
Einzelne Zelle und geöffnetes Akkumodul eines Nissan Leaf

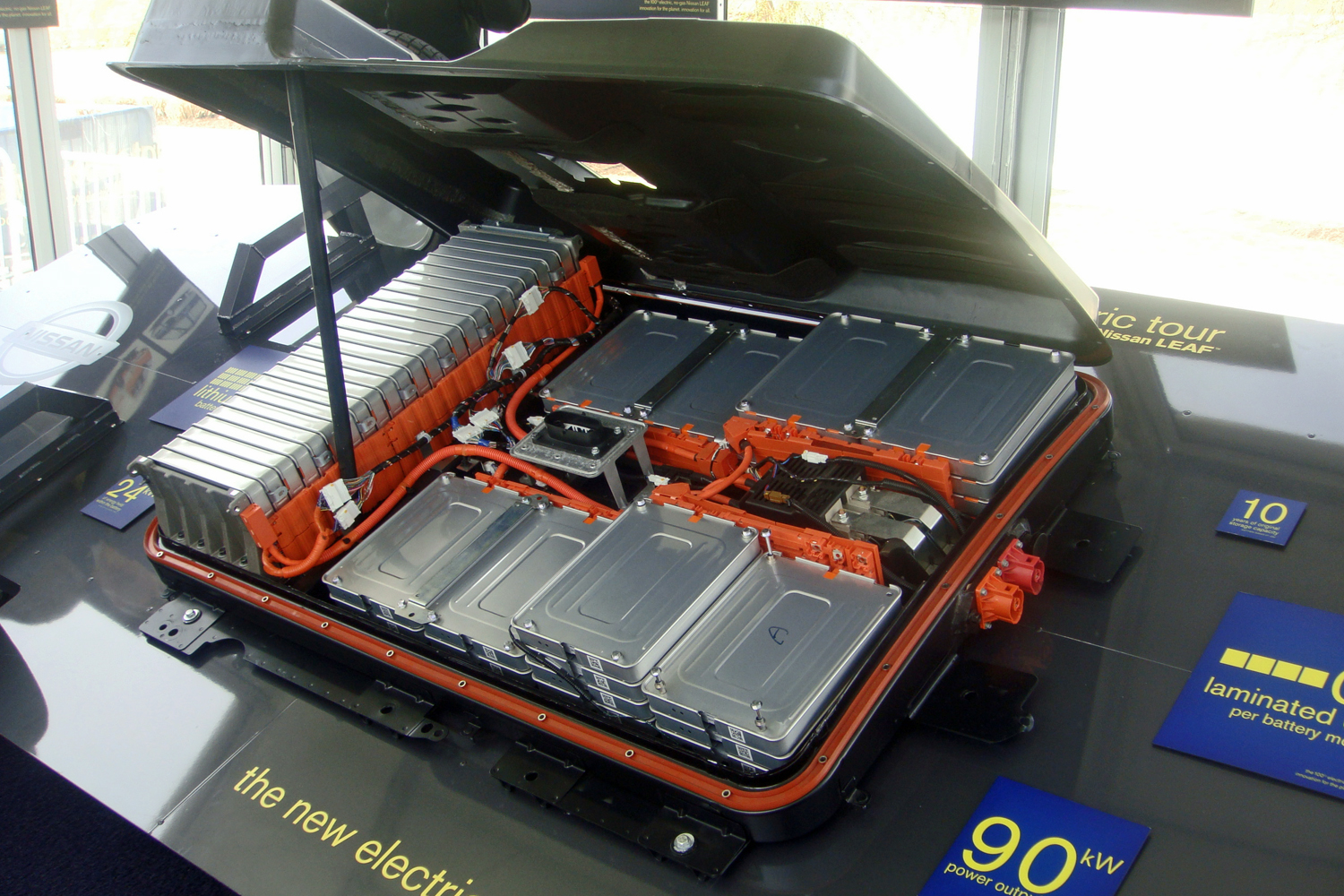
Geöffnete Traktionsbatterieeinheit des Nissan Leaf

Die Automotive Energy Supply K.K. (jap. オートモーティブエナジーサプライ株式会社, Ōtomōtibu Enajī Sapurai kabushiki kaisha; englisch Automotive Energy Supply Corporation, AESC) ist ein 2007 gegründetes Gemeinschaftsunternehmen (Joint Venture) von Nissan Motor (51 %), NEC (42 %) und NEC Energy Devices (NEC Tokin: 7 %) mit einem Grundkapital von 2.345 Millionen Yen. Es wurde zur gemeinsamen Entwicklung und Herstellung von Lithium-Ionen-Akkumulatoren als großformatige Einzelzellen, Zellmodule und Batteriepacks gegründet.

## Allgemeines
AESC zählt zu den fünf Hauptherstellern, die nach einer Studie von Roland Berger Strategy Consultants den Markt für Lithium-Ionen-Akkus für Elektrofahrzeuge beherrschen. Die Firma fasst die Erfahrungen der Mutterkonzerne im Automobilbau (Nissan) der Fertigung von Akkumulatorelektroden (NEC Tokin) und bei der Produktion von Akkumulatoren für die Informations- und Unterhaltungselektronik (NEC) zusammen, um auf dem wachsenden Markt der Elektromobilität geeignete Energiespeicher anbieten zu können.
Als erster Produktionsstandort nahm im Juli 2009 ein Werk im japanischen Zama für das nahe gelegene Nissan-Werk in Oppama, Yokosuka die Produktion auf. Derzeit (2012) fertigt die Firma vor allem die Traktionsbatterien für das Elektroauto Nissan Leaf sowie die Hybridfahrzeuge Nissan Fuga Hybrid und Infinity Q70 HYBRID.
Im 2018 hat das chinesische Unternehmen Envision Group die Mehrheit in AESC gekauft. Die Pläne beinhalten außer einer Produktionsstelle in Wuxi, China, auch eine Gigafactory in Douai (Hauts-de-France). 2021 gehörte Envision AESC zu den zehn größten Batterieherstellern der Welt.

## Produkte

### Akkumulator-Zellen
Die Lithium-Mangan-Akkumulatoren (LMO, kobaltfrei) auf Basis der LiMn2O4-Zellchemie (mit LiNiO2) werden in zwei Ausführungen gefertigt:
- Mit Graphite-Anode optimiert auf hohen Energiegehalt mit von 33.1 Ah bei einer Nennspannung von 3,8 Volt für batterieelektrische Fahrzeuge (BEV)[9]
- Mit einer Anode aus amorphem Kohlenstoff, Kapazität 4,2 Ah, 3,7 Volt, strombelastungsoptimiert für Hybridfahrzeuge (HEV)[10]

### Akkumodule
Mehrere Akkumulator-Zellen werden in einem gemeinsamen Gehäuse verschaltet und zu Modulen konfektioniert. Diese können dann, mit standardisierten Anschlüssen versehen, zu angepassten Traktionsbatterien verschaltet werden:
- Hochenergiemodul für BEV aus 4 Zellen (2s2p) mit 66,2 Ah und 7,6 Volt – Nissan Leaf, Nissan e-NV200, Renault Fluence, Renault Kangoo II Z.E. (alle 48s 2s2p, 23,4 kWh)
- Hochenergiemodul für BEV aus 8 Zellen (4s2p) mit 85 Ah und 15,2 Volt – Nissan Leaf 30 kWh (24s 4s2p, 30 kWh)
- Hochstrommodul für HEV aus 8 Zellen (8s1p) mit 4,2 Ah bei 29,6 Volt – Nissan Fuga Y51 350 Hybrid, Infiniti M35h Hybrid, Infiniti Q70 Hybrid, Infiniti Q50 Hybrid (alle 12s 8s1p, 1,44 kWh)

### Traktionsbatterien
Aus den Zellmodulen werden in einem gemeinsamen Gehäuse komplette Energiespeicher mit einer Anschlussbox für die Traktionsspannung, CAN-Bus-Anschluss zur Zellüberwachung und Laderegelung sowie Systemanschlüssen (Klimatisierung, Sicherheitsabschaltung, …) hergestellt. So hat der Energiespeicher für den Nissan Leaf aus 48Modulen (192 Zellen) eine Traktionsspannung von 360 V bei einer Nennkapazität von 24 kWh bzw. 30 kWh (in einer neuen Version).